# José Antonio Manso de Velasco
José Antonio Manso de Velasco y Sánchez de Samaniego, född 1689 i Torrecilla in Cameros, död 1767 i Priego de Córdoba, en spansk  militär och spansk politiker. Han var generalkapten i Chile mellan 1737 och 1744, och vicekung i Peru mellan 1745 och 1761.
Hans föräldrar var Diego Sáenz Manso de Velasco och Cancuta de Samaniego, tillhörande Rioja-Alava-aristokratin. Han gick med i armén 1705 och deltog i det spanska tronföljdskriget till 1714. Senare deltog han i den spanska erövringen av Sardinien 1717, vid belägringen av Ceuta (1694-1727), i belägringen av Gibraltar 1727, i den återerövringen av Orán 1732 och i de italienska krigen 1733 till 1736. Han erhöll i slutet av sin karriär rangen brigadgeneral och titeln riddare av Santiagoorden.